# Воронинці (Лубенський район)
Воронинці — село в Україні, у Новооржицькій селищній громаді Лубенського району Полтавської області. Населення становить 279 осіб. Колишній орган місцевого самоврядування — Воронинцівська сільська рада, якій були підпорядковані села Козаче, Котляревське, Максимівщина, Новоселівка і Приймівщина.

## Географія
Село Воронинці знаходиться на лівому березі річки Сліпорід в місці впадання в неї річки В'язівець, за 32 км від Оржиці і за 10 км від залізничної станції Лазірки. Нижче за течією примикає село Новоселівка, на протилежному березі — села Котляревське та Козаче.

## Історія
У 30-х роках XVII ст. у селі поселився козак Роман, тож і стали потім називати його Романцями. Село налічувало 318 жителів, а ближніми хуторами — 1302 чол. У селі було володіння яблунівського сотника П. Ворони, тому Романці стали називатися Воронинцями.
За Гетьманщини Воронинці входили до 2-ї Лубенської сотні Лубенського полку.
1654 — дочка Ворони Христина продала володіння Мгарському православному монастирю.
Біля села знаходився хутір Андрія Прийми, який його одержав у спадок від свого батька — сотника Семена Прийми. Згодом їх хутір назвали Приймівщина. Рід Прийми мав власність на хуторі аж до радянського розкуркулення.
У 1782 році, зі скасуванням полково-сотенного устрою на Лівобережній Україні село перейшло до Лубенського повіту Київського намісництва.
У ХІХ ст. Воронинці перебували у складі Лубенського повіту Полтавської губернії. Після 1861 р. Воронинці були віднесені до Лазірківської волості.
Під час Французько-російської війни 1812 року, на території Хорольського та Лубенського повітів були сформовані, як ополчення, козацькі полки. За розпорядженням генерал-губернатора Я. Лобанова-Ростовського на початку серпня сюди прибув учасник російсько-турецької війни 1806—1807 р.р. у чині штабс-капітана І. П. Котляревський. Тож незвичайна назва населених пунктів Козаче і Котляревське і пов'язана із цією подією.
На початку XVIII ст. тут знаходилися поодинокі хати, а до 1885 року було побудоване ціле село. Новосели переїжджали з навколишніх сіл: Максимівщини, Приймівщини (звідси і назва Новоселівка).
За переписом Київського намісництва з 1781—1787 рр. в селі було 169 хат різного звання казенних людей, всього 601 душа чоловічої статі, а в 1859 р. — у Воронинцях та Козачому 177 дворів, де проживало 1059 жителів.
Більшовицькі війська вперше окупували село в грудні 1915 року. Велику роботу в селі проводив сількомнезам, що діяв з 1920 року, особливо при перерозподілі землі.
На великому вигоні перед селом стояли десятки млинів. Вони належали сім'ї Тьорло. Тут обслуговувалися всі навколишні села. У роки колективізації сім'ю Тьорло було розкуркулено і вислано в Сибір. Майже всі млини було знищено. Залишився лише один, який і до сьогодні нагадує ті далекі часи. Довгий час мірошником (і в роки голодомору, і в роки Німецько-радянської війни) був Левченко Лука Григорович. Багато людей під час тих страшних подій, які залишилися живими, завдячують саме йому.
Під час колективізації 1930 року селян об'єднали у 5 господарств: «Перше травня», ім. Сталіна, «За Нове життя» ім. Балицького (пізніше імені Кірова), ім. Петровського.
У вересні 1941 року село було окуповане німецькими військами. За час німецької окупації було розстріляно 12 осіб, до Німеччини вивезено 172 жителя, Після війни 1950 року на території Воронинцівської сільської ради створено два колгоспи, а в 1959 р. — один ім. Кірова. що проіснував до 16 лютого 1993 року. Його було реорганізовано в колективне сільськогосподарське підприємство.
Станом на 1946 рік до Воронинцівської сільської ради Лазірківського району входили також хутори Козачий, Котляревський, Максимівщина, Новоселівка і Приймівщина, що входять до сідьської ради і нині як села.
Адміністративно Воронинці входили з 1923 р. до Тарандинцівського, а з 1935 — Лазірківського р-ну. У 1963—1964 роках село перебувало у Лубенському, а з 1965 — в Оржицькому районах. У 2020 році Воронинці у складі Оржицького увійшли до Лубенського району.

## Сьогодення
1 березня 2000 року КСП ім. Кірова було реорганізовано в товариство з обмеженою відповідальністю (ТОВ "Агрофірма «Воронинці»). На чолі 11 засновників було обрано директора товариства Безроду О. О., а пізніше Мартиновича В. І. В товаристві налічується 296 пайовиків, чия земля здана йому в оренду. У господарстві є товарна ферма та машинно-тракторний парк. За господарством налічується 1370 га землі.
Окремо створено Товариство під назвою «РОСТ ЛТД» — керівник Бернадський із Києва. У це товариство здали земельні та майнові паї 291 особа. За товариством числиться 1123 га землі.
Тут вирощують зернові культури: ячмінь, пшеницю, горох, сою, квасолю, просо, кукурудзу. На території товариства побудовані 2 сушарки. Тут проводиться первинна обробка зернових: очищення, сушка. Потім зерно відправляється в с. Погреби Глобинського району, де знаходиться база товариства.
Зерно калібрується і протруюється. Готове насіння для посівів відправляється в сільськогосподарські товариства України і Білорусі.
Нині по паралелі через водне плесо ставка у Воронинцях поряд із цукровим заводом завершується будівництво калібровочного заводу. Власниками підприємства вкладаються колосальні кошти в будівництво.
На території села Воронинці знаходиться сільська рада, Воронинцівська ЗОШ І-ІІ ступенів, Будинок культури, амбулаторія, Будинок для ветеранів війни і праці.
Населення становить 1122 особи. Демографічна ситуація складна. За період з 2006—2009 роки народилося 20 дітей, померло 120 осіб.
- 12 червня 2020 року, відповідно до розпорядження Кабінету Міністрів України № 721-р «Про визначення адміністративних центрів та затвердження територій територіальних громад Полтавської області», село увійшло до складу Новооржицької селищної громади[3].
- 19 липня 2020 року, в результаті адміністративно - територіальної реформи та ліквідації  Оржицького району, село увійшло до складу новоутвореного Лубенського району[4].

## Значні для села історичні події
1870 — відкрилася церковнопарафіяльна двокласна школа. Вона щорічно охоплювала навчанням близько 30 дітей, переважно хлопчиків. Вивчали закон божий, читання, письмо, розв'язували арифметичні задачі. Закону божого навчав священик М. С. Матченко, а інших предметів — учителі Ф. М. Дузькрятченко, Т. М. Гостенберг.
1912 — закінчено будівництво нової церкви та приміщення земської початкової школи на три класні кімнати. Було зведено початкові школи у Приймівщині, Максимівщині, Макарівщині. Ці села належали до Воронинцівського приходу. Всі школи почали діяти в січні 1913 року. Приміщення церковно-приходської школи було відремонтовано і передане земству. Вже в 1913—1914 роках навчалися в ній 90 дітей.

## Відомі люди
- Бган Марія Федорівна — майстриня-вишивальниця
- Грибенко Валентина Іванівна — поетеса
- Макаренко Любов Петрівна — українська хокеїстка, майстер спорту СРСР міжнародного класу. Виступала за збірну Радянського Союзу.
- Рябко Максим Олександрович (1992—2015) — молодший сержант Збройних сил України, учасник російсько-української війни.
- Сергієнко Григорій Якович — доктор історичних наук
- Федоренко Валерій Іванович — доктор медицини
- Федоренко Кузьма Антонович — доктор технічних наук

## Також
- Перелік населених пунктів, що постраждали від Голодомору 1932—1933 (Полтавська область)